# Czidaoba

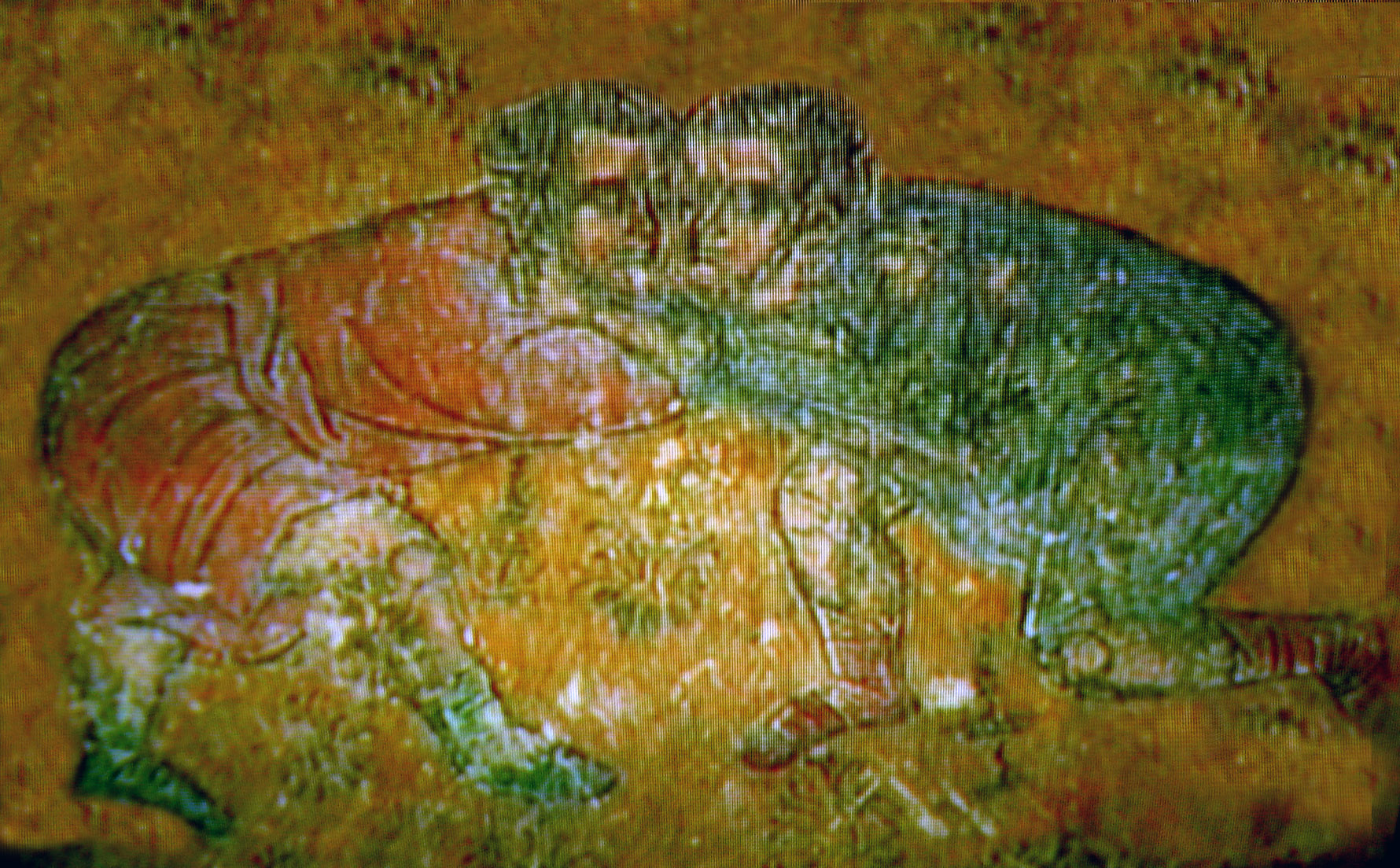
Zapasy gruzińskie

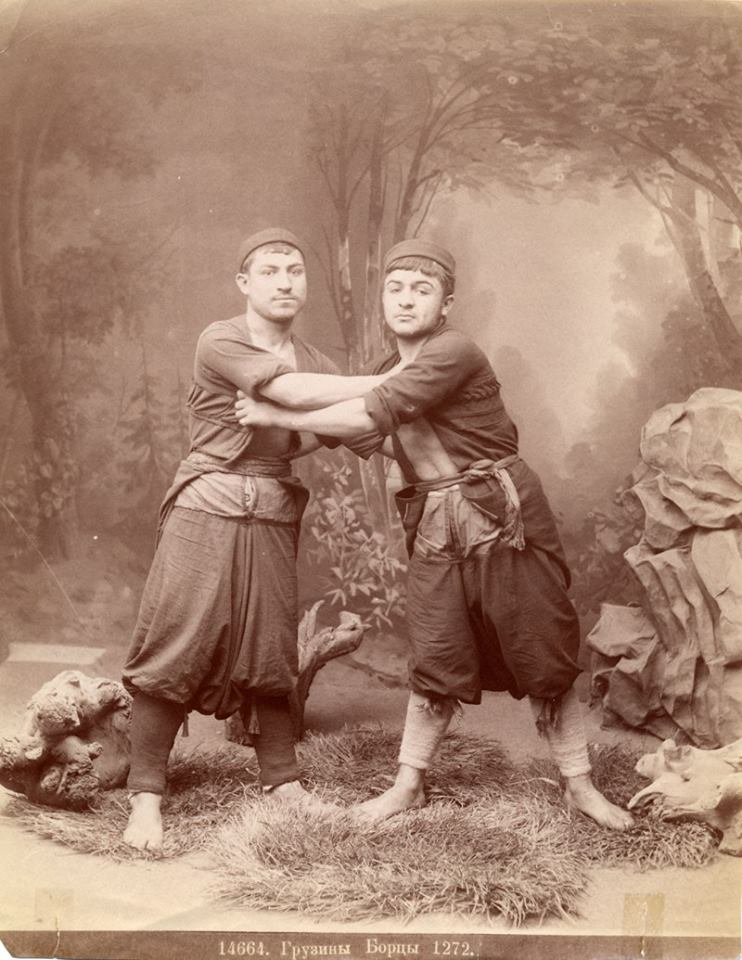
Zapaśnicy gruzińscy, 1899

Czidaoba (gr. ჭიდაობა) – tradycyjne zapasy gruzińskie.
W 2018 roku czidaoba została wpisana na listę niematerialnego dziedzictwa UNESCO.

## Opis
Czidaoba to stary styl sztuki walki, który był elementem sztuki wojennej do późnego średniowiecza, a później przerodził się w sport . Turnieje czidaoby organizowane były na wolnym powietrzu, z udziałem ogromnej widowni . Rozpoczęcie zawodów sygnalizowały zurny i bębny doli .  
Czidaoba obejmuje elementy zapasów i tańca, a zawodnicy walczą w specjalnych strojach nazywanych czokha . Zapaśnicy starają się pokonać przeciwnika za pomocą specjalnych chwytów –  czidaoba stosuje ok. 200 chwytów zapaśniczych do ataku i do obrony . Tradycyjna muzyka dodaje dramaturgii turniejowi, a czasem zapaśnicy opuszczają arenę w takt gruzińskich tańców ludowych . 
Sekcje zapaśnicze istnieją w prawie każdym miasteczku i większym mieście w Gruzji . 